# 黑獄亡魂
《黑獄亡魂》（英語：The Third Man）是一部1949年上映的英國黑色電影，由卡洛·李執導，约瑟夫·考登、艾莉達·瓦利、屈佛·霍華和奥森·威爾斯主演，編劇為著名小說家葛拉罕·葛林，他並另有執筆小說版本。1959年並有衍生版的電視影集於英國BBC播出，全五季共77集。
本片曾獲1949年坎城影展金棕櫚獎，並於1950年度的奧斯卡金像獎中提名最佳導演、最佳攝影（黒白電影）、最佳剪輯三項，並獲得最佳攝影（黒白電影）獎。 此外亦曾在英國電影協會所评选的「百大英国影片」中名列第一。

## 劇情
故事舞台為第二次世界大戰之後，被美英法俄四國分割統治下的奧地利首都維也納。
一位無名的西部小說家霍里·馬丁斯（約瑟夫·考登飾），由於受友人哈利·萊姆（奧森·威爾斯飾）的工作委託邀約，意氣風發地來到維也納。但來到萊姆家造訪的馬丁斯，卻被門房告知萊姆已在前一天因車禍而死。
出席萊姆葬禮的馬丁斯，在那裡與英軍的凱勒威少校（屈佛·霍華飾）結識。少校告知馬丁斯，他的朋友萊姆實際上是個在從事黑市交易，盜賣假藥的惡徒。對此事無法置信的馬丁斯，基於對萊姆的友情，決定查明事實的真相。

## 主要演員與角色
- 約瑟夫·考登：飾霍里·馬丁斯（Holly Martins）
- 艾莉達·瓦利（本片字幕列名為「瓦利」）：飾安娜·施密特（Anna Schmidt）
- 奥森·威爾斯：飾哈利·萊姆（Harry Lime）
- 屈佛·霍華：飾凱勒威少校（Major Calloway）
- 伯納德·李：飾潘恩中士（Sgt. Paine）
- 威佛瑞·海德懷特：飾克萊賓（Crabbin）
- 艾瑞克·龐多：飾溫克爾醫生（Dr. Winkel）
- 厄倫斯特·德伊茲：飾寇茲男爵（Baron Kurtz）
- 齊格飛·布路爾：飾波貝斯庫（Popescu）

## 奖项
- 1949年坎城影展金棕櫚獎
- 1950年英国电影学院奖最佳电影
- 1951年奥斯卡最佳摄影奖（黑白片）

## 荣誉
美国电影学会（AFI）百大榜单：
- AFI百年百大电影-57位
- AFI百年百大惊悚电影-75位
- AFI百年百大英雄与反派-反派-Harry Lime-37位
- AFI百年各类型电影十大佳片-悬疑片-第五

## 相關軼聞
- 2005年，日本啤酒品牌惠比壽啤酒（ヱビスビール）在電視廣告使用了本片的主題曲，之後JR東日本山手線惠比壽車站，也採用這首主題曲為列車發車提醒音樂。

## 外部連結
- 電影主旋律（YouTube頻道） （页面存档备份，存于）
- YouTube頻道電影片段（結束部分） （页面存档备份，存于）
- 互联网电影数据库（IMDb）上《黑獄亡魂》的资料（英文）
- TCM电影资料库上《黑獄亡魂》的资料（英文）
- 豆瓣电影上《黑獄亡魂》的資料 （简体中文）
- AllMovie上《黑獄亡魂》的资料（英文）
- 爛番茄上《黑獄亡魂》的資料（英文）